# Championnat de la Barbade de football 2004
Navigation
Saison précédente Saison suivante
La saison 2004 du Championnat de la Barbade de football est la trente-septième édition de la Premier League, le championnat national à la Barbade. Les douze équipes engagées sont regroupées au sein d'une poule unique où elles s'affrontent à deux reprises. En fin de saison, pour permettre le passage à un championnat à dix équipes, les quatre derniers du classement sont relégués et remplacés par les deux meilleures formations de Division 1.
C'est le club de Notre Dame SC qui remporte la compétition cette saison après avoir terminé en tête du classement final, avec dix points d'avance sur Beverly Hills FC et douze sur le duo Youth Milan FC-Silver Sands FC. Il s’agit du sixième titre de champion de la Barbade de l'histoire du club, qui réalise même le doublé en s'imposant en finale de la Coupe nationale face à Silver Sands FC.

## Les clubs participants
- Paradise Football Club
- Notre Dame SC
- Youth Milan FC
- Pride of Gall Hill FC
- Silver Sands FC
- Haynesville United
- Eden Stars FC - Promu de Division 1
- Beverly Hills FC - Promu de Division 1
- Ivy Rovers
- St John Sonnets FC
- Ellerton FC
- Barbados Defence Force SC

## Compétition
Le barème de points servant à établir le classement se décompose ainsi :
- Victoire : 3 points
- Match nul : 1 point
- Défaite : 0 point

### Classement
| Rang | Équipe                    | Pts | J  | G  | N | P  | Bp | Bc | Diff |
| ---- | ------------------------- | --- | -- | -- | - | -- | -- | -- | ---- |
| 1    | Notre Dame SCC            | 52  | 22 | 16 | 4 | 2  | 56 | 15 | +41  |
| 2    | Beverly Hills FCP         | 42  | 22 | 13 | 3 | 6  | 44 | 30 | +14  |
| 3    | Youth Milan FC            | 40  | 22 | 13 | 1 | 8  | 50 | 29 | +21  |
| 4    | Silver Sands FC           | 40  | 22 | 12 | 4 | 6  | 37 | 24 | +13  |
| 5    | Paradise Football ClubT   | 39  | 22 | 11 | 6 | 5  | 31 | 28 | +3   |
| 6    | Pride of Gall Hill FC     | 38  | 22 | 10 | 8 | 4  | 42 | 27 | +15  |
| 7    | Barbados Defence Force SC | 37  | 22 | 11 | 4 | 7  | 32 | 21 | +11  |
| 8    | Eden Stars FCP            | 22  | 22 | 6  | 4 | 12 | 32 | 43 | -11  |
| 9    | Ivy Rovers                | 21  | 22 | 6  | 3 | 13 | 29 | 52 | -23  |
| 10   | Ellerton FC               | 17  | 22 | 4  | 5 | 13 | 22 | 40 | -18  |
| 11   | St John Sonnets FC        | 13  | 22 | 2  | 7 | 13 | 18 | 48 | -30  |
| 12   | Haynesville United        | 9   | 22 | 2  | 3 | 17 | 21 | 57 | -36  |

|  | Champion de la Barbade 2004                                                         |
|  | Relégation en Division 1                                                            |
|  | T : Tenant du titre C : Vainqueur de la Coupe de la Barbade P : Promu de Division 1 |

## Bilan de la saison
| Championnat de la Barbade de football 2004 |                          |
| Champion                                   | Notre Dame SC (6e titre) |
| Coupes et trophées                         |                          |
| Vainqueur de la Coupe de la Barbade 2004   | Notre Dame SC            |
| Qualifications continentales               |                          |
| CFU Club Championship 2004                 | Aucun                    |
| Promotions et relégations                  |                          |
| Promus en Premier League                   | Oxley FC                 |
| Promus en Premier League                   | Pinelands SC             |
| Relégués en Division 1                     | Ivy Rovers               |
| Relégués en Division 1                     | Ellerton FC              |
| Relégués en Division 1                     | St John Sonnets FC       |
| Relégués en Division 1                     | Haynesville United       |